# بخش راکیتیانسکی
بخش راکیتیانسکی (به لاتین: Rakityansky District) یک منطقهٔ مسکونی در روسیه است که در استان بیلگاراد واقع شده‌است.